# 救火奶爸
是一部2019年美國家庭喜劇片，由安迪·菲克曼執導，丹·尤恩（Dan Ewen）和麥特·李伯曼（Matt Lieberman）共同撰寫劇本，其主演包括約翰·希南、基根-麥可·奇、約翰·李古查摩、布莉安娜·海德布蘭德、丹尼斯·赫柏特和茱蒂·葛瑞兒。該片2019年11月8日在美國上映。

## 劇情
故事敘述一群菁英消防隊員在救了三個兄弟姐妹後卻因找不到他們的父母，而只好暫時充當其褓姆，但缺乏照料經驗的他們卻被調皮的小孩們搞得天翻地覆。

## 演員
- 約翰·希南飾演傑克·卡森（Jake "Supe" Carson）
- 基根-麥可·奇飾演馬克（Mark）
- 約翰·李古查摩飾演羅德里戈（Rodrigo）
- 布莉安娜·海德布蘭德飾演布琳（Brynn）
- 丹尼斯·赫柏特飾演李察斯指揮官（Commander Richards）
- 茱蒂·葛瑞兒飾演艾美·希克斯醫生（Dr. Amy Hicks）
- 克里斯汀·康佛瑞（Christian Convery）飾演威爾（Will）
- 芬莉·蘿絲·史萊特（Finley Rose Slater）飾演柔伊（Zoey）
- 泰勒·明（英语：Tyler Mane）飾演艾克斯（Axe）
- 愛德華多·卡佛拉（{{lang|en|Edoardo Carfora）飾演吉姆（Jim）

## 發行
《救火奶爸》在美國原定2020年3月20日上映，但後來改到2019年11月8日，以取代《音速小子》的原上映日。

### 評價
本片獲得了多數影評人的負面評價，爛番茄根據71條評論，獲得21%的新鮮度，平均得分3.96/10。在Metacritic上，電影獲得了24分。

## 外部連結
- 互联网电影数据库（IMDb）上《救火奶爸》的资料（英文）
- AllMovie上《救火奶爸》的资料（英文）
- 爛番茄上《救火奶爸》的資料（英文）
- Metacritic上《救火奶爸》的資料（英文）
- Box Office Mojo上《救火奶爸》的資料（英文）
- 開眼電影網上《救火奶爸》的資料（繁體中文）
- 时光网上《救火奶爸》的資料（简体中文）
- 豆瓣电影上《救火奶爸》的資料 （简体中文）